# Гамбо (город)
Гамбо (фр. Gambo) — город на юге Центральноафриканской Республики, на территории префектуры Мбому.

## География
Абсолютная высота — 608 метров над уровнем моря. Расположен вблизи границы с Демократической республикой Конго.

## Население
По данным на 2013 год численность населения составляет 7332 человека.
Динамика численности населения города по годам:
| 1988 | 2013 |
| ---- | ---- |
| 4100 | 7332 |